# 二茂铁甲酸
二茂铁甲酸是一种有机化合物，化学式为C11H10FeO2。

## 合成
将正丁基锂在搅拌下滴加至二茂铁的无水乙醚溶液中，发生锂化反应（而C-H酸性更弱的苯无明显反应）；待反应结束后将混合物加入至干冰-乙醚的混合物中搅拌，干冰消失后加入冷水，分离出水相后加6 N盐酸酸化，沉淀出产物二茂铁甲酸，副产物二茂铁二甲酸占30%。它们通过在乙酸中结晶分离提纯。

## 性质
二茂铁甲酸具有弱酸性，比苯甲酸弱大约三倍。它可以和碱反应，生成二茂铁甲酸盐；草酰氯反应，得到二茂铁甲酰氯。